# Gymnopithys lunulatus
Gymnopithys lunulatus е вид птица от семейство Thamnophilidae.

## Разпространение
Видът е разпространен в Еквадор и Перу.